# Amastris interstincta
Amastris interstincta är en insektsart som beskrevs av Broomfield 1976. Amastris interstincta ingår i släktet Amastris och familjen hornstritar. Inga underarter finns listade i Catalogue of Life.